# Janne Kivilahti
Janne Heikki Ensio Kivilahti (nacido en Finlandia) es un bajista, conocido por haber formado parte de la banda finlandesa de power metal Sonata Arctica entre 1998 y 2000.

## Carrera musical
Janne Kivilahti se une en 1998 a la banda de power metal Tricky Means como bajista, en reemplazo de Pentti Peura quién abandonaba la formación. Al año siguiente, en 1999, graba su primera demo junto al grupo, titulado FullMoon, que luego fue enviado al sello Spinefarm. Más tarde ese mismo año la banda cambia el nombre finalmente a Sonata Arctica y lanza el primer sencillo UnOpened, al igual que su álbum debut Ecliptica.
Ya para principios del año siguiente llega a grabar el ep Successor, antes de retirarse del grupo por motivos personales y ser sustituido por Marko Paasikoski, uno de los fundadores de la banda, que ya había participado anteriormente pero como guitarrista.
Varias de las canciones en donde él tocó, cuando aún permanecía en el grupo, aparecieron en los álbumes recopilatorios The End Of This Chapter, The Collection y Deliverance, de 2005, 2006 y 2008 respectivamente.